# شون زيمرمان
شون زيمرمان (بالإنجليزية: Sean Zimmerman)‏ هو لاعب هوكي الجليد أمريكي، ولد في 24 مايو 1987 في دنفر في الولايات المتحدة.

## وصلات خارجية
- شون زيمرمان على موقع دوري الهوكي الوطني (الإنجليزية)
- شون زيمرمان على موقع EliteProspects.com (الإنجليزية)
- شون زيمرمان على موقع HockeyDB.com (الإنجليزية)